# Onthophagus pisciphagus
Onthophagus pisciphagus é uma espécie de inseto do género Onthophagus, família Scarabaeidae, ordem Coleoptera.
Foi descrita cientificamente por Walter & Cambefort em 1977.